# The Vampire Diaries: Original Television Soundtrack
| Críticas profissionais | Críticas profissionais |
| Avaliações da crítica  | Avaliações da crítica  |
| Fonte                  | Avaliação              |
| ---------------------- | ---------------------- |
| allmusic               | [ 1 ]                  |

The Vampire Diaries: Original Television Soundtrack é o álbum oficial da série americana The Vampire Diaries, lançado em 12 de outubro 2010 pela Virgin Records, contando com músicas da primeira e da segunda temporada da série.[carece de fontes?]
O álbum conta com diversas bandas indies, diversificando pelos ritmos, pop rock, rock alternativo e folk. Entre as bandas se destacam Placebo, Gorillaz e Smashing Pumpkins, além de duas faixas instrumentais originais da série, ambas com composição de Michael Suby. O álbum conta ainda com músicas de Silversun Pickups, Howls, Bat for Lashes, Stateless, Goldfrapp, Morning Parade, Digital Daggers, Jason Walker feat. Molly Reed, Mads Langer, Plumb e Sounds Under Radio feat. Alison Sudol.
A capa do álbum contém os atores Paul Wesley, Nina Dobrev e Ian Somerhalder interpretes dos personagens Stefan Salvatore, Elena Gilbert e Damon Salvatore, enquanto que na contracapa estão somente os irmãos Salvatore, e dentro do encarte fotos de todos os personagens recorrentes da série.

## Faixas
| N.º | Título                 | Artista                               | Duração |  |
| 1.  | "Stefan's Theme"       | Michael Suby                          | 1:17    |  |
| 2.  | "Running Up That Hill" | Placebo                               | 4:54    |  |
| 3.  | "Currency Of Love"     | Silversun Pickups                     | 5:30    |  |
| 4.  | "Hammock"              | Howls                                 | 2:57    |  |
| 5.  | "Sleep Alone"          | Bat for Lashes                        | 4:33    |  |
| 6.  | "Bloodstream"          | Stateless                             | 5:12    |  |
| 7.  | "We Radiate"           | Goldfrapp                             | 3:45    |  |
| 8.  | "Under The Stars"      | Morning Parade                        | 4:18    |  |
| 9.  | "Head Over Heels"      | Digital Daggers                       | 4:18    |  |
| 10. | "Down"                 | Jason Walker feat. Molly Reed         | 4:06    |  |
| 11. | "Beauty Of the Dark"   | Mads Langer                           | 3:57    |  |
| 12. | "Cut"                  | Plumb                                 | 3:59    |  |
| 13. | "All You Wanted"       | Sounds Under Radio feat. Alison Sudol | 5:17    |  |
| 14. | "The Fellowship"       | The Smashing Pumpkins                 | 3:51    |  |
| 15. | "On Melancholy Hill"   | Gorillaz                              | 5:10    |  |
| 16. | "1864"                 | Michael Suby                          | 1:44    |  |

## Créditos

### Ficha Técnica
- Produtores executivos: Kevin Williamson, Julie Plec
- Produção do álbum: Chris Mollere e Joe Rangel
- Executivo encarregado de trilha sonora da EMI: Cynthia Sexton
- Executivo encarregado musical da Warner Bros. Television: Bronwyn Savasta
- Masterizado por: Robert Vosgien na Capital Mastering
- Coordenador A&R do álbum: Alex Shenitsky
- Coordenadores administrativos de A&R: Rebecca Escanio e Antwon Jackson
- Assuntos comerciais relativos ao álbum da Warner Bros. Television:Dirk Hebert
- Assuntos comerciais relativos ao álbum da Virgin Records: Martha Braithwaite

- Direção criativa: Angelica Cob-Baehler
- Design: Hayden Miller
- Fotografia de capa: Frank Ockenfels com direitos autorais pertencentes a Warner Bros. Television Entertainment.
- Fotografias adicionais: Patrick Ecclesine, Art Streiber, Andrew Eccles e Richard Phibbs, todas as fotos com direitos autorais pertencentes a Warner Bros. Television Entertainment.